# Frutillar (kommun)
Frutillar är en kommun i Chile.   Den ligger i provinsen Provincia de Llanquihue och regionen Región de Los Lagos, i den södra delen av landet, 900 km söder om huvudstaden Santiago de Chile.
Trakten runt Frutillar består till största delen av jordbruksmark. Runt Frutillar är det ganska glesbefolkat, med 34 invånare per kvadratkilometer.